# سیدونس
سیدونس (به اسپانیایی: Cidones) یکی از دهستان های اسپانیا است که در سریا واقع شده‌است.

## خصوصیات
سیدونس ۷۰ کیلومترمربع مساحت و ۳۵۷ نفر جمعیت دارد.